# Червен гигант
Червените гиганти са звезди от ниските спектрални класове с висока светимост, образуващи се в късен етап от звездната еволюция. Масaта им е обикновено между 0,3 и 8 M☉, а температурата им е около 5000 K.

## Наблюдаеми характеристики на червените гиганти
Към червените гиганти и свръхгиганти се отнасят звезди със спектрален клас K или M и клас на светимост съответно III или I, т.е. с абсолютни звездни величини {\displaystyle 0^{m}\geq M_{V}\geq -3^{m}} при червените гиганти и {\displaystyle M_{V}<-3^{m}} при червените свръхгиганти. Температурата, излъчвана от повърхността (фотосферата) на червените гиганти е сравнително ниска ({\displaystyle T_{ph}\approx 3000-5000K}) и съответно потокът енергия от единица излъчваща площ е малък – в 2 – 10 пъти по-малко, отколкото при Слънцето. Обаче светимостта на тези звезди може да достигне {\displaystyle 10^{5}-10^{6}L_{Sol}}, тъй като червените гиганти и свръхгиганти имат много големи радиуси. Характерните радиуси на червените гиганти и свръхгиганти са от 100 до 800 слънчеви радиуса.
Спектрите на Червените гиганти се характеризират с наличието на молекулярни полюсни поглъщания, максимално излъчване имат в червените и инфрачервените области на спектъра.

## Произход и строеж на червените гиганти

### „Млади“ и „стари“ червени гиганти
Звездите в процеса на своята еволюция могат да достигнат до ниските спектрални класове с висока светимост на два етапа от своето развитие: в стадий звездообразуване и в късните стадии на еволюцията.
Стадият, към който младите звезди се наблюдават като червени гиганти, зависи от тяхната маса – този етап продължава от ~ 103 години за масивните звезди с маси {\displaystyle {\mathfrak {M}}\approx 10{\mathfrak {M}}_{Sol}} и до ~ 108 години за маломасивните звезди с {\displaystyle {\mathfrak {M}}\approx 0,5{\mathfrak {M}}_{Sol}}. В това време звездата излъчва за сметка на гравитационната си енергия, отделяща се при свиването. По време на свиването температурата на повърхността на тези звезди расте, но, вследствие от умаляването на размера и площта на излъчващата повърхност, намалява светимостта. В крайния цикъл, в техните ядра се започва термоядрен синтез на хелий от водород и младата звезда излиза на главната последователност.
На късните етапи от еволюцията на звездите, след изгарянето на водорода в техните ядра, звездите излизат от главната последователност и се преместват в областта на червените гиганти и свръхгиганти диаграма на Херцшпрунг-Ръсел: този етап продължава ~ 10% от времето на „активния“ живот на звездата, тоест етапите на тяхната еволюция, в хода на които в звездните недра произхождат реакции на нуклеосинтез. Звездите от главната последователност с маси {\displaystyle {\mathfrak {M}}\leq 10{\mathfrak {M}}_{Sol}} се превръщат отначало в червени гиганти, а след това в червени свръхгиганти; звезди с маси {\displaystyle {\mathfrak {M}}>10{\mathfrak {M}}_{Sol}} – непосредствено в червени свръхгиганти.
В съвременната астрофизика терминът червен гигант се отнася към такива звезди, които са излезли от главната последователност. Млади звезди, невлезли в главната последователност, обобщено се наричат протозвезди или по конкретен тип, например, звезда от типа T Телец.

## Съдба на Слънцето
Смята се, че Слънцето, което е жълто джудже в средата на живота си, ще се превърне в червен гигант след около 5,4 милиарда години. Размерът на нашата звезда тогава ще нарасне до отвъд земната орбита, тъй като радиусът ѝ ще нарасне поне 200 пъти спрямо сегашния.

## Червените гиганти в популярната култура
- В комиксите за Супермен, избухналата планета Криптон става червен гигант.
- Според Внукът на магьосника, първата книга на К. С. Люис Хрониките на Нарния, бялата магьосница Джадис идва от прокълнат свят наречен Карн. Слънцето в Карн е червено, студено, и много по-голямо от нашето Слънце, също като червените гиганти в нашата вселена.